# Aerocondor Colombia

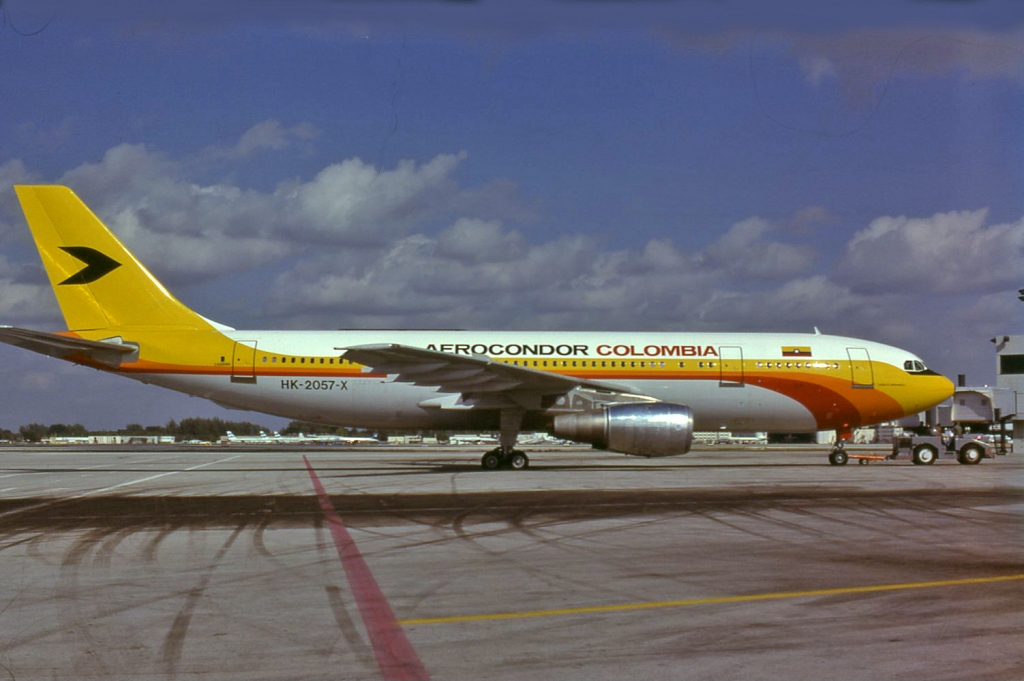
Aerocondor Colombia A300B4 vid San Francisco International Airport 1978. I december 1977 blev Aerocondor den första operatören Airbus i Latinamerika och hyrde en Airbus A300B4-2C med namnet Ciudad de Barranquilla.

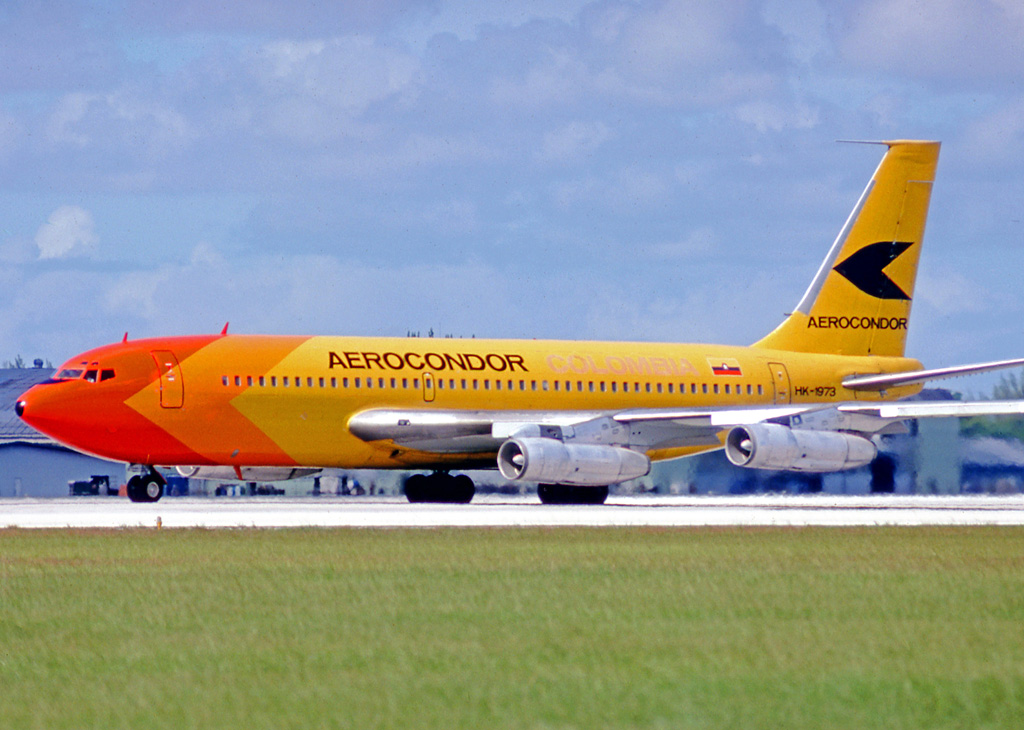
Boeing 720-123B Aerocondor driver en passagerartjänst till Miami International Airport 1975

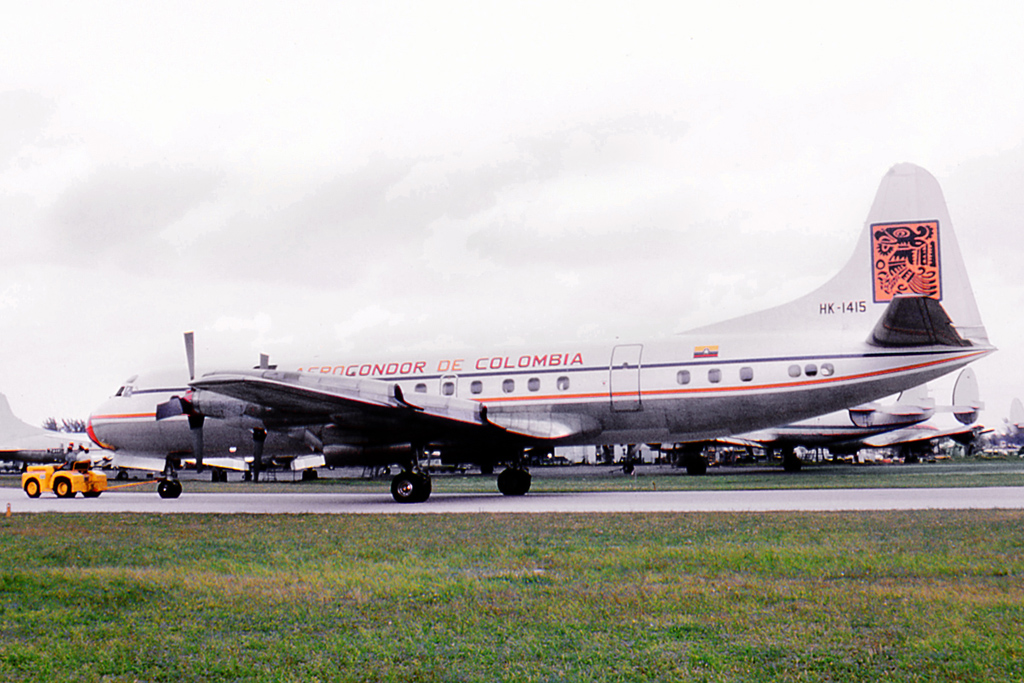
Lockheed L-188 Electra av Aerocondor vid Miami International Airport 1970

Aerocondor Colombia var ett flygbolag ifrån Colombia som mellan 1955 och 1980 flög flygplanen:
- Airbus A300B4
- Boeing 707-123 (B/F)
- Boeing 707-123 (B)
- Boeing 720-023B
- Canadair CC-106 Yukon
- Curtiss C-46 Commando
- Douglas DC-3
- Douglas DC-4
- Douglas DC-6
- Lockheed L-1649 Starliner
- Lockheed L-188C(F) Electra
- Lockheed L-188A Electra